# 原敬德
原敬德（？年—？年），字仲明，山西省榆次縣源渦人，乾隆二十七年（1762年）壬午科舉人。

## 履歷
- 署資陽縣知縣[1]
- 乾隆三十八年（1773年），署順慶府鄰水縣知縣[2][3]。
- 乾隆三十九年十二月，題補南川縣知縣[4][5][6]
- 乾隆五十二年四月，陞任山東登州府寧海州知州[7][8][9][10]，因案降調銷去加一級[11]。
- 解甘肅餉鞘銀被竊一千兩，乾隆六十年左遷陝西盩厔縣知縣[12][13][14]
- 調署綏德州知州[15]